# Bermudský trojúhelník

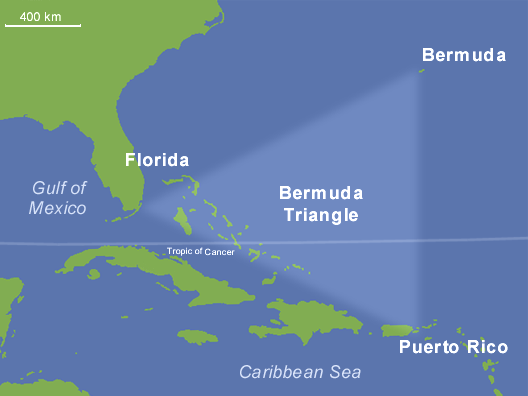
Poloha bermudského trojúhelníku

Jako bermudský trojúhelník a nebo také ďáblův trojúhelník je označována oblast ležící mezi Miami na Floridě (případně jižním cípem Floridy), Portorikem (město San Juan) a Bermudami na pomezí Mexického zálivu a západního Atlantiku. Zahrnuje tak i část Sargasového moře a protéká jím Golfský proud (resp. systém Golfského proudu). Bermudský trojúhelník není schváleným a uznávaným zeměpisným názvem a měl by proto být psán s malým písmenem na začátku. Pojem se stal populárním v 70. letech 20. století.
Oblast bermudského trojúhelníku má (především mezi příznivci záhad a nevysvětlitelných jevů) pověst oblasti s údajně výrazně zvýšeným výskytem „záhadného“ mizení lodí a letadel nebo případy lodí nalezených bez posádky a bez logického důvodu pro opuštění plavidla. Oficiální zdroje (státní orgány, vědecké instituce, pojišťovny) však nic takového nepotvrzují, neexistují ani oficiální statistiky, které by potvrzovaly zvýšený výskyt nehod neobvyklých nebo nevysvětlených.

## Strany trojúhelníku a rozloha
Velikosti stran trojúhelníku:
- Bermudy (Hamilton)–San Juan 1 540 km
- San Juan (Portoriko)–Miami 1 660 km
- Miami–Bermudy (Hamilton) 1 664 km

Trojúhelník je tedy téměř rovnostranný a jeho rozloha činí přibližně 1 134 105,5 km².

## Historie
O nepříjemných zkušenostech s počasím a plavbou v této oblasti se zmiňuje již Kryštof Kolumbus ve svém lodním deníku. Ale až v druhé polovině 20. století, kdy technické možnosti sledování letadel i plavidel byly na značně vysoké úrovni, bylo registrováno několik událostí, které vyvolaly zvýšený zájem o tuto část Atlantiku.

### Let číslo 19 (Flight 19)

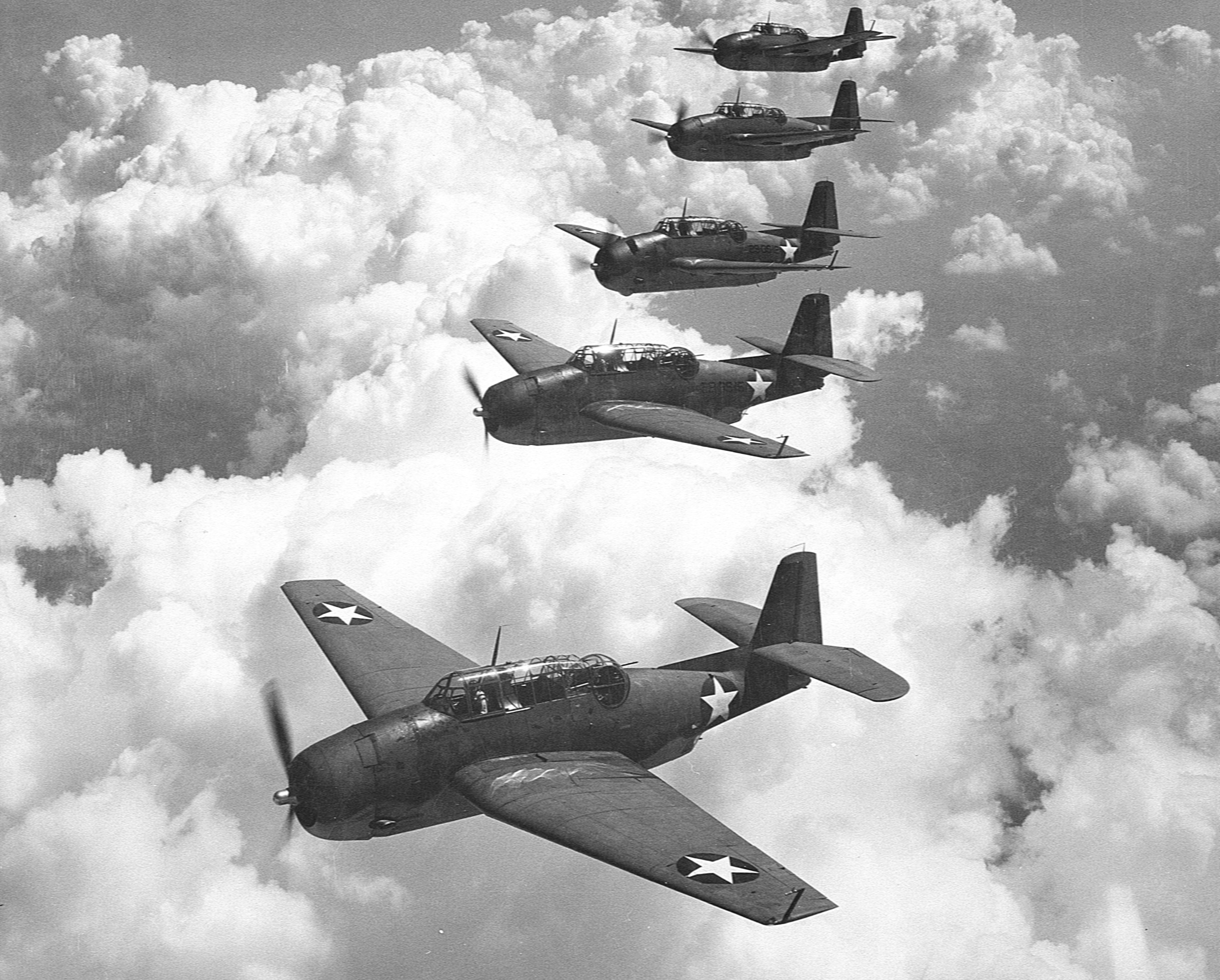
Letka letounů Grumman TBF Avenger

Jako typický případ působení bermudského trojúhelníku je prakticky ve všech dokumentech uváděno nevysvětlené zmizení 5 amerických bombardérů Grumman TBF Avenger z 5. prosince roku 1945. Letka odstartovala na běžný cvičný let z vojenské základny ve Fort Lauderdale na Floridě s úkolem proletět zadanou trasu s nácvikem bombardování a návrat na základnu.
Po svržení cvičných bomb došlo zřejmě k obtížím s orientací. Velitel letky, zkušený instruktor Charles Tailor, hlásil rádiem základně podivné chování obou palubních kompasů, problémy s hodinami (podle některých zdrojů však letadla v době letu hodiny na palubě neměla) a výrazně zhoršenou viditelnost. Podle příkazů velitele letěla letadla dál společně do doby, kdy začalo docházet palivo, a poté vydal Tailor příkaz přistát na mořské hladině.
Od té doby byl kontakt se základnou přerušen a ihned byla započata pátrací akce leteckých i námořních sil na záchranu posádek letky. Tato akce však nepřinesla nejmenší stopy po zmizelých letadlech, naopak došlo ke ztrátě dalšího velkého letadla s třináctičlennou posádkou PBM „Mariner“, jehož vrak také nebyl nikdy nalezen.
Vyšetřovací komise dospěla k závěru, že příčinou ztráty bylo špatné počasí (tzn. mlha) a to, že velitel letky neuposlechl pokyny (případně jim špatně porozuměl) a letěl špatným směrem. Tak se dostal přímo nad Atlantik a letadla po vyčerpání veškerého paliva postupně havarovala v moři.

### Zmizení lodi Cyclops
Americká nákladní loď Cyclops beze stopy zmizela 4. března 1918 s nákladem manganové rudy a 309 členy posádky a pasažéry při cestě z Barbadosu do Norfolku ve Virginii. Loď byla vybavena vysílačkou, avšak nebyl zaznamenán žádný pokus o radiové spojení nebo volání o pomoc.
Jako možné vysvětlení byl nejprve uváděn útok nepřátelské německé ponorky, ale po skončení první světové války se ukázalo, že v oblasti katastrofy nebyla žádná ponorka přítomna, stejně jako se zde nevyskytovaly žádné německé námořní miny. Jedna z teorií také říká, že loď unesl k nepříteli její kapitán (původem Němec) nebo došlo ke vzpouře posádky kvůli kapitánově podivínské povaze a špatné komunikaci s posádkou.

### Zmizení lodi Marine Sulphur Queen

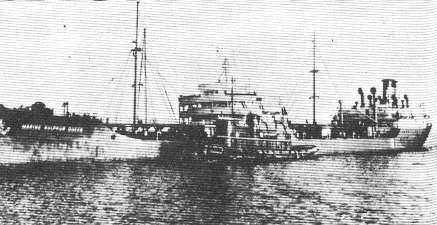
Nákladní loď SS Marine Sulphur Queen

Nákladní loď Marine Sulphur Queen o délce 142 metrů s nákladem 15 000 tun roztavené síry zmizela beze stopy začátkem února roku 1963 při cestě z Beaumontu v Texasu do Norfolku ve Virginii. Na palubě lodi byla v době zmizení posádka 39 mužů. Nebyl zaznamenán žádný pokus o radiové volání o pomoc.
Pátrání pobřežní hlídky skončilo bezvýsledně, nebyly objeveny ani zbytky po lodi nebo někoho z členů posádky. Jako předpokládaná příčina zmizení je uváděn např. výbuch nákladu síry, únos Kubánci, otrava posádky plyny z roztavené síry nebo rozlomení trupu lodi. Za nejpravděpodobnější vysvětlení události se pokládá bouře.
Pozůstalí po obětech později společnost provozující loď žalovali; soud rozhodl v jejich prospěch s tím, že loď byla v dezolátním stavu.

### Další hlášení neobvyklých jevů
V novinách i televizním vysílání byla uveřejněna řada pozorování svědků, kteří hlásili výskyt neobvyklých jevů v prostoru bermudského trojúhelníku.[zdroj⁠?!] Šlo obvykle o posádky letadel nebo lodí, která tímto územím cestovala a pozorované jevy zahrnovaly například:
- údajné poruchy chování kompasu, kdy střelka vykonávala chaotické pohyby nebo se otáčela kolem své osy, podle Zdeňka Kukala jde o fámu, která pravděpodobně vznikla na základě skutečnosti, že spojnice magnetického a zeměpisného pólu a míst v této oblasti se málo odchyluje od přímky a při navigaci tedy není nutné, na rozdíl od většiny jiných oblastí na Zemi, korigovat odchylky v určování světových stran vznikající odlišným umístěním zeměpisného a magnetického pólu.
- neobvyklé atmosférické jevy jako náhlá ztráta viditelnosti, nemožnost určit polohu obzoru[zdroj⁠?!]
- údajný časový posun, kdy nejmenované letadlo dorazilo k cíli údajně nevysvětlitelně brzy nebo naopak později, než by odpovídalo rychlosti pohybu a vzdálenosti cíle, případně ztráta letadla z obrazovky radaru a jeho opětné objevení po uplynutí nevysvětlitelně dlouhé doby.[zdroj⁠?!] Tento údajný případ vychází z tvrzení předního propagátora údajných záhadných jevů v bermudském trojúhelníku Ivan Terrance Sandersona. Ten však později nebyl schopen uvést k tomuto údajnému případu žádné bližší údaje ani doklady a v záznamech žádného z letišť žádný podobný případ nebyl nalezen.
- pozorování tajemných světel na obloze nebo pod mořskou hladinou

## Pokusy o vysvětlení

### Ve skutečnosti o žádnou záhadu nejde
Určitá skupina odborníků zabývajících se fenoménem bermudského trojúhelníku tvrdí, že ve skutečnosti o žádnou záhadu nejde. Podle tohoto tvrzení se všechny uváděné jevy dají vysvětlit přirozeným způsobem a vyplývají například z následujících skutečností:
1. Oblast bermudského trojúhelníku je dopravně mimořádně frekventovaná, vede zde velké množství lodních dopravních tras, přelétá přes ni spousta dopravních i soukromých letadel a je proto zákonité, že zde dochází i k celkově většímu výskytu havárií a ztroskotání.
2. Uvedená oblast se vyznačuje vysokým výskytem hurikánů a tornád a současně se na styku Golfského proudu s oceánskou vodou vyskytuje řada anomálních jevů spojená s kontaktem vodních mas o výrazně odlišné teplotě a salinitě – mlhy, vzdušné turbulence apod.
3. Hloubka moře ve velké části této oblasti dosahuje více než 6 000 metrů a je proto velmi obtížné nalézt vrak ztroskotané lodi nebo zbytky zmizelého letadla. Jde zde především o Sargasové moře (známé jako místo tření úhořů), které se vyznačuje stojatou vodou s velkými plochami pokrytými mořskými řasami a chaluhami, jež ztěžují plavbu především malým lodím.
4. V další části této oblasti je podmořský terén naopak velmi členitý, vedle ostrovů se vyskytují hluboké mořské příkopy a podmořské vápencové útvary. Především podmořské jeskyně a dlouhé tunely se v době přílivu a odlivu stávají příčinami vzniku velkých vírů a vln, které mohou potopit nebo poškodit malé plavidlo.
5. Zvýšený zájem veřejnosti zákonitě přitahuje senzacechtivé novináře i osoby, které ve snaze o vlastní zviditelnění poskytují falešné nebo zkreslené údaje.

### Vysvětlení přirozenými příčinami
Určitou část výše uvedených úkazů lze vysvětlit přítomností velkého množství hydrátu methanu na mořském dně, kde je díky vysokému tlaku vody udržován v pevném stavu. Občas se však oddělí část této stlačené látky a zvolna vystupuje k hladině. Jak klesá tlak okolní vody, začíná se hydratovaný methan přeměňovat na plyn, takže při dosažení mořské hladiny jde o obří bublinu tohoto plynu o průměru i několika set metrů. Pokud by nad takovým místem proplouvala loď, mohla by se náhle bez varování potopit díky snížené hustotě vody, případně by mohlo dojít k explozi uvolněného plynu iniciované nějakým ohněm na lodi nebo elektrickou jiskrou. Stejný osud by mohl potkat i menší letadlo, které by vlétlo do oblasti koncentrovaného plynného methanu s odlišnou hustotou než má vzduch. Navíc je methan nedýchatelný a lidé by se v kritické oblasti začali okamžitě dusit.
Značně rozmanitý charakter mořského dna a častý výskyt silných větrů mohou vést ke vzniku obřích vln o výšce několika desítek metrů, které by snadno a velmi rychle zničily zvláště menší plavidlo. Také podmořské sesuny dna mohou být příčinou vln tsunami s ničivými účinky.

### Spekulativní vysvětlení
- Jedním z často uváděných vysvětlení je setkání s UFO a návštěvy kosmických lodí cizích vesmírných civilizací, které unášejí lidi pro výzkumné účely (a nevracejí zpátky na zem).[5][6] Je pravda že počet hlášení o pozorování UFO z této oblasti je statisticky vyšší než z okolních částí USA nebo Mexika.[zdroj⁠?!] Existuje i domněnka[kdo?], že mimozemšťané mají v hloubce zdejšího moře svoje základny, z nichž UFO startují na průzkumné lety[7], což prý vysvětluje často uváděné pozorování podmořských světel různého tvaru i velikosti[zdroj⁠?!] – často v pohybu, ale mohou to být i těla různých podmořských živočichů či odrazy slunečních paprsků z těla nebo těles.
- Příznivci parapsychologických vysvětlení tvrdí, že v této oblasti existuje okno do jiné časoprostorové dimenze, kam mohou mizet pohřešované lodě, letadla a lidé.[8] Vysvětlují tím i občasná hlášení o podivných časových posunech pozorovaných[zdroj⁠?!] posádkami letadel nebo hlášení o zmizení letadla z obrazovky radaru a jeho opětné objevení po nevysvětlitelně dlouhé době.
- Dalším vysvětlením je tvrzení Charlese Berlitze, že v oblasti bermudského trojúhelníku se rozkládalo území zaniklé vyspělé civilizace, například bájná Atlantida řecké mytologie, která nebyla do tohoto dne nikdy nalezena.[9] Některá energetická zařízení prý mohou být stále ještě v provozu a občas způsobovat hlášené elektromagnetické anomálie nebo jsou původci tajemných podmořských světel.[zdroj⁠?!]

### Anglické
- Skeptic's Dictionary on the Bermuda Triangle
- World Atlas Bermuda Triangle Map Map and information.
- The loss of Flight 19 FAQ Archivováno 13. 4. 2009 na Wayback Machine.
- Opinion of a Geologist from the U.S. Geological Survey regarding the gas hydrate theory
- The Bermuda Triangle and the Devil's Sea na www.skeptoid.com

### České
- HEŘT, Jiří. Stručný výkladový slovník českých skeptiků [online]. Český klub skeptiků Sisyfos, 2007-09-06 [cit. 2018-11-09]. Heslo Bermudský trojúhelník. Dostupné online.
- článek z časopisu National Geographic v češtině